# Лі Якокка
Лі́до Е́нтоні «Лі» Яко́кка (англ. Lido Anthony «Lee» Iacocca) (нар. 15 жовтня 1924 — пом. 2 липня 2019) — американський підприємець і промисловець. Обіймав посади президента Ford Motor Company і голови правління корпорації Крайслер, автор книги «Якокка: Автобіографія».

## Дитинство і шкільні роки
Лі Якокка народився в містечку Аллентаун, штат Пенсільванія. Його батьки були іммігрантами з Італії. Після закінчення школи Якокка поступив в університет Лехай у м. Бетлехемі, Пенсильванія і закінчив його у 1945 році. Навчання продовжив у Принстонському університеті, де у 1946 році він отримав диплом магістра.

## Форд
Якокка починав працювати у компанії «Форд» на інженерській посаді, але пізніше перейшов до відділу продаж та маркетингу, де й сповна розкрилися його таланти. Працюючи у філадельфійському відділі продажів у 1956 році, Якокка отримав професійне визнання за його маркетингову кампанію «56 за 56», пропонуючи придбати нові автомобілі 1956 року випуску за трирічну позику з 56-доларовими щомісячними виплатами. Його регіональна кампанія стала частиною національної маркетингової стратегії «Форд Мотор» і Якокка перевели до штаб-квартири корпорації у Дірборні (Мічиган), де він почав швидко просуватися кар'єрними сходами. Пізніше його керівник, віце-президент «Форд Мотор» Роберт С. Макнамара, підрахував, що ідея Якокки допомогла додатково продати 75 тисяч нових легковиків.
10 листопада 1960 року, після того, як Роберт С. Макнамара перейшов на посаду міністра оборони в уряд президента США Джона Кеннеді, Лі Якокка сам став віце-президентом другої за величиною у світі автомобільної компанії та керівником її підрозділу «Форд». (До складу «Форд Мотор Компані» ще входив підрозділ «Лінкольн-Меркюрі» (англ. Lincoln-Mercury))
Якокка був залучений у проекти виробництва декількох популярних марок автомобілів «Форд», найпомітнішим з яких був «Форд Мустанг» (за перший рік продажів було реалізовано 418 812 машин).
У свій 40-й день народження, 15 жовтня 1964 року Лі Якокка став президентом фірми «Форд».
Він брав участь у відродженні марки Mercury у кінці 1960-х років, зокрема у виробництві «Меркюрі Кугуар» (англ. Mercury Cougar) і «Меркюрі Маркіз» (англ. Mercury Marquis). Він був також «рушійною силою» виробництва сумнозвісного «Форд Пінто» (англ. Ford Pinto).
Також він відповідав за виробництво таких моделей, як Lincoln Continental Mark III, «Форд Фієста».
Якокка висував й інші ідеї, зокрема, необхідність оновити модельний ряд малолітражок, які на той час не знайшли підтримки у топ-менеджменту компанії «Форд», в основному у Генрі Форда ІІ. Автомобілі, в яких ідеї були втілені, такі як «автомобіль K» і мікроавтобус T-115, були врешті-решт спроектовані та виведені Якоккою на ринок через кілька років, але вже як президентом корпорації «Крайслер» (англ. Chrysler).
Перехід до конкурентів, найменшої компанії у тріумвіраті гігантів американської автомобільної промисловості, але десятої за величиною промисловою корпорацією США, відбувся через розбіжності у поглядах Лі Якокки та голови ради директорів та головного директора-розпорядника Генрі Фордом II, якому належало право вирішального голосу з будь-яких питань у компанії.
Незважаючи на річний $2-мільярдний прибуток, отриманий «Форд Мотор компані», 13 липня 1978 року Генрі Форд II звільнив Якокку. На той момент він працював на Генрі Форда ІІ 32 роки, враховуючи 8 років на посаді президента компанії. Після "допрацювання" у «Форд Мотор» протягом трьох місяців за угодою з компанією, у листопаді 1978-го несподівано для всіх Якокка переходить у «Крайслер».

## Крайслер
Корпорація «Крайслер» мала мільйонні збитки і наполегливо запрошувала Якокку перейти до них. Врешті-решт, Якокка став до роботи у Крайслері і почав повну перебудову компанії, звільнив багато працівників, продав збиткове європейське відділення Крайслера французькій компанії Пежо, і також запросив на роботу багато колишніх співпрацівників з компанії Форд. Також, запозичивши з Форда, Якокка запровадив на Крайслері проект Мінімакс, який став шалено успішним мінівеном. Цікаво, що Генрі Форд II свого часу не вірив в успіх Мінімакса, що й прирекло цей проект на невдачу у Форді.
Якокка також почав з реструктуризації Крайслера. Його наступним кроком стала зупинка випуску великих автомобілів, які споживали забагато палива і перехід на випуск малих економних марок Додж Омні та Плімут Горайзен. Обидві моделі стали хітом року і Крайслер у перший рік продав по 300 тис. Омні та Горайзен.
Розуміючи що Крайслерові потрібно багато грошей для перебудови, Якокка у 1979 р. звернувся до Конгресу із проханням гарантувати позику. Цей крок не мав прецедентів у автомобільній індустрії, але у кінцевому результаті Крайслер отримав гарантії.
Отримавши таким чином передишку, Крайслер почав випускати перші машини платформи K — Додж Арес та Плімут Рілайент. Через два роки з конвеєра компанії почали сходити мінівени. Завдяки успіху цих автомобілів Крайслер віддав позики на сім років раніше, ніж планувалось.
Під проводом Якокки Крайслер придбав корпорацію Амерікен Моторз (AMC) в 1987 р., що додало до Крайслера прибутковий підрозділ «Джип». Тим часом, AMC вже закінчила більшість робіт для запуску моделі Гранд Черокі, на якій дуже наполягав Якокка. Гранд Черокі вийшов тільки 1992 року, коли у продаж пішла модель 1993 року, але на той час Якокка вже залишив Крайслер.

## Інша діяльність
У травні 1982 р. президент США Рональд Рейган назначив Лі Якокка головою фонду із реставрації статуї Свободи.
У 1984 Лі Якокка у співавторстві з Вільямом Новаком випустив свою автобіографію, що мала найбільший наклад серед документальних книг з твердою обкладинкою у 1984 та 1985 роках.
У 1988 році вийшла його книга «Прямо кажучи» (англ. Talking Straight) про іновацію і творчість американців.